# De Gouwen (Almere)
De Gouwen is een wijk in de Nederlandse stad Almere. De wijk is gelegen in het stadsdeel Almere Haven. Op 1 januari 2023 telde de wijk 2.710 inwoners, verdeeld over 1.196 woningen, op een oppervlakte van 0,72 km².

## Openbaar vervoer
De Gouwen wordt doorsneden door een busbaan en heeft daaraan één bushalte waar de volgende buslijnen stoppen:
- De Gouwen  M1   327

### Metrobus
| Lijn | Lijn       | Route                   | Via | Opmerkingen |
| ---- | ---------- | ----------------------- | --- | --- |
| M1   | Havenmetro | Station Centrum - Haven | Stedenwijk, Busstation ’t Oor, De Steiger, De Gouwen, De Wierden, De Hoven, Centrum, De Werven, De Meenten, De Grienden, De Marken, De Steiger | Rijdt in Haven vanaf De Steiger afwisselend linksom of rechtsom, rijdt bij Station Centrum verder als buslijn M2 . Rijdt op zaterdag 24 uur per dag op de hele route. |

### R-net
| Lijn | Route                                               | via | Opmerking |
| ---- | --------------------------------------------------- | --- | --------- |
| 327  | Almere, Station Parkwijk - Amsterdam, Amstelstation | Almere Haven (De Steiger, De Gouwen, De Wierden, De Hoven, Centrum, De Werven, De Meenten, De Grienden, De Marken, De Steiger), Almere Stad (Busstation ’t Oor), Muiden (P+R, Maxisweg), Diemen (Diemerknoop), Amsterdam-Oost (Brinkstraat, Middenweg) |           |

De Gouwen · De Grienden · De Hoven · De Laren · De Marken · De Meenten · De Velden · De Werven · De Wierden · Haven Centrum · Overgooi